# Alexandru Suvorov
Pour le militaire russe, voir Alexandre Souvorov.
Alexandr Suvorov, né le 2 février 1987 à Chișinău (alors ville soviétique), est un footballeur professionnel moldave. Il occupe le poste d'attaquant au Zaria Bălți.

## Biographie

### Ses débuts en Moldavie
Alexandr Suvorov commence sa carrière professionnelle en 2002 au Sheriff Tiraspol,  club le plus huppé de Moldavie. Il remporte titre sur titre, fait ses débuts avec l'équipe de Moldavie et totalise soixante-douze rencontres jusqu'en janvier 2008. Avec six titres de champion à son palmarès, il décide de changer d'air et rejoint le FC Tiraspol, qu'il quitte six mois plus tard pour son ancien club. Il participe à une vingtaine de matches et est régulièrement appelé par le sélectionneur moldave.

### Rejoint le club le plus ancien de Pologne
Le 5 février 2010, Alexandr Suvorov rejoint le Cracovia, club de première division polonaise, et y signe un contrat portant sur trois années. Le 26, il dispute son premier match avec Cracovie, prenant part aux quatre-vingt-dix minutes du match contre le Legia Varsovie. Une semaine plus tard, il ouvre le score contre le Lech Poznań, l'un des favoris du championnat. Majoritairement remplaçant lors de ses premiers mois, Suvorov réussit à se faire sa place sur le front de l'attaque cracovienne la saison suivante et marque cinq buts en Ekstraklasa. Buteur désigné de l'équipe, il la quitte provisoirement en septembre 2011, étant suspendu six mois par l'organisateur du championnat. En effet, lors de la cinquième journée, il bouscule violemment l'arbitre principal après avoir été exclu de la rencontre opposant le Cracovia au Zagłębie Lubin. Cependant, un mois plus tard, sa sanction est annulée après ré-examination du cas par la Cour fédérale du football, l'arbitre en question ayant été suspendu pour corruption.

### Bref retour en Moldavie puis passage compliqué en Russie
En mars 2013, Suvorov effectue son retour au sein de la Divizia Națională en s'engageant avec l'Academia Chișinău et inscrit quatre buts en neuf matchs. Il signe ensuite en Russie au Mordovia Saransk. Le club est sacré champion de deuxième division à l'issue de la saison 2013-2014 mais Suvorov ne participe qu'à trois matchs de championnat. 

### Transfert au Milsami Orhei
Souhaitant se relancer, il s'engage en février 2015 avec le Milsami Orhei et participe ainsi au premier titre de champion de l'histoire du club.

## Palmarès
- Champion de Moldavie : 2003, 2004, 2005, 2006, 2007, 2008, 2009 et 2015
- Finaliste de la Coupe de Moldavie : 2004
- Vainqueur de la Coupe de Moldavie : 2006, 2008, 2009
- Vainqueur de la Coupe de la CEI : 2003, 2009
- Champion de deuxième division russe : 2014